# Hyphessobrycon duragenys
Hyphessobrycon duragenys és una espècie de peix de la família dels caràcids i de l'ordre dels caraciformes.

## Morfologia
- Els mascles poden assolir 6,8 cm de llargària total.[1]

## Hàbitat
Viu a àrees de clima subtropical.

## Distribució geogràfica
Es troba a Sud-amèrica, a les conques dels rius Tietê i Paraíba do Sul.